# Gianvincenzo Carafa
Gianvincenzo Carafa (Napoli, 1477 – Napoli, 28 agosto 1541) è stato un cardinale e arcivescovo cattolico italiano.

## Biografia
Nacque nel 1477 da Fabrizio Carafa e Aurelia Tolomei.
Papa Clemente VII lo elevò al rango di cardinale nel concistoro del 21 novembre 1527.
Morì il 28 agosto 1541.

## Successione apostolica
La successione apostolica è:
- Vescovo Francesco Sperelli (1524)